# Distretto di Cizre
Il distretto di Cizre (in turco Cizre ilçesi) è uno dei distretti della provincia di Şırnak, in Turchia.